# Аязьма

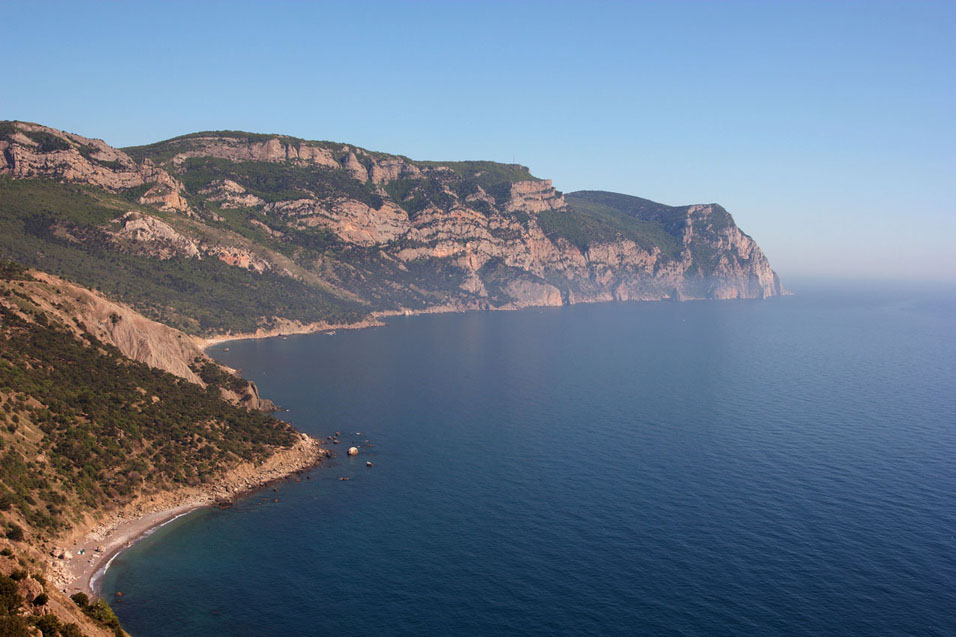
Вид на урочище Аязьма, праворуч — мис Айя

Аязьма — урочище, розташоване між Балаклавською затокою і мисом Айя на півдні Криму.
Назва топоніму походить від грецького слова аязьма («освячений, благословенний»), ймовірно через близькість урочища до храму на мисі Айя.
В урочищі ростуть сосна, в тому числі сосна Станкевича, яловець, туя, плющ тощо.
Урочище Аязьма — один з найкрасивіших куточків Криму. Місцевість не схожа ні на яке інше місце Південного берега і як його особлива частина виділена в урочищі.